# 林萬掌
林萬掌（1819年11月2日—1858年12月16日）。生於福建省台灣府鳳山縣港東里水底藔（今屏東縣水底寮），官戴六品，為地方義首。

## 生平
林萬掌為五品義勇之首林淇泉之子，生於鳳山縣水底藔，後移居黎藔（今屏東縣內寮），經營林萬記商號，執糖廓、輾花生油等生意，並擁枋寮沿山一帶的大小租權。因協助清朝官方平定鳳山縣境內的閩粵械鬥有功，授賞六品頂戴，為地方義勇首領。
林萬掌為穩定與當地原住民的關係，取排灣族人力里社頭目之女為妻，為林李招。
林恭事件後，林萬掌與官府關係惡化。於1858年逝世，年39歲。

## 評價
林萬掌身份特殊，一生都在處理地方與朝廷、漢與番、閩與粵之間的關係，後世評價兩極。
漢人所著文獻多給予正面評價。《東瀛紀事卷》中提到：「鳳山水底寮人林萬掌，數世為義首，地方有事，每率其宗族隨官效力。」；《鳳山縣採訪冊》中提到當時水底寮至枋寮的重要橋樑為林萬掌造，同時肯定其義首身份：「枋寮橋，在縣東南六十里，長四丈，寬五尺，堅固異常，枋寮往水底寮經此，咸豐五年義首林萬掌造。」。
《斯未信齋雜錄》雖肯定林萬掌的義民身份，但仍提及與原住民通婚的事實：「林萬掌，番格也。世為義民。」。
因為林萬掌與林恭之間的身份，《台灣通史》中雖稱林萬掌為義首，但給予其負面評價：「廷幹召義首林萬掌入衛。萬掌，恭兄也，性奸猾；群不逞之徒，出入其家。」；當時與林萬掌多次起過衝突的粵人多抱持批評立場。然而，《台灣通史》稱林萬掌與林恭為兄弟關係，但並無歷史文獻或是相關文物直接作證此事，而且說法不一。。
當時的美國駐淡水領事達飛聲（James Wheeler Davidson）於其著作《臺灣的過去與現在》中，描述英國人巴夏禮（Sir Harry Smith Parkes）於1851年調查英國商船 Larpent 號船難時，寫到林萬掌為「具有相當影響力的人」（a man of considerable influence）。華裔傳教士歐祥（Oo - Siang）也描述林萬掌為「擁有大量財富且在當地有巨大影響力的地方人士」。
英國人郇和對林萬掌有下列描述：「在內寮，有個中國人叫做萬掌，其擁有大片的土地，與山地的原住民做貿易，雙方的關係非常友好。他不斷地與宣佈他為不法之徒的中國官方有分歧，但中國官方卻不能影響到他，因為他被眾多的中國人所保護，且背後有原住民支持。」。
由此可知，立場不同，其觀點也不同。反映其時台灣多元族群文化的衝突。

## 軼聞

### 英人郇和遊記
英國人郇和（Robert Swinhoe）於1858年拜訪林萬掌之宅第，引述如下：
在走一段路後我們來到內寮。內寮位於第一排山丘之下，被樹籬環繞，後方有高大優雅的竹林，在山丘一側有壕溝圍繞。那裡有兩個門，其中一個關閉。萬掌的房子位於東邊，有上層，而且他的眷屬的房子都有圍牆。他的門上寫著萬記，庭院中放置長矛及其它武器。
可見林萬掌的宅第不同於當時常見的單層民房，而有上層。根據林家古厝重繪圖，林萬掌宅第應有三層。顯示當時林家財力。郇和也描述了當代地方武裝勢力的樣貌。

### 獲巨砲
道光、咸豐年間，閩粵之間械鬥頻繁。1853 年，粵堆號招一萬三千多名義民進攻內寮。相傳林萬掌受神農大帝所助，軍情告急時，地面裂開，浮出巨炮一尊，正擔心彈藥可能不繼，附近商人運來鉛藥百餘斤。正好足以抵禦粵民進攻。除了水底寮、枋寮與東海，其餘地方盡成焦土。後有「客人攻內寮萬三三、一齣仔火」(台語) 的地方俗言。有詩為證：
巨砲何年物？沈埋沙礫中。斑駁久韜晦，猝獲稱神功。量彈裝斗餘，正苦藥難供。百斤由郡來，一試響徹空。霹靂噴天花，衝突滾火龍。聞之皆膽落，逐寇走匆匆。幸哉此一隅，賴茲免粵鋒。
此役後，林姓族人於主戰場的位置建造忠神廟，現位於屏東內寮溪靠內寮路溪畔。巨砲則化身為「缺嘴將軍」，被供奉在現今內寮村神農殿內祭拜。

## 後裔
林萬掌之後裔多數仍居於今屏東枋寮一帶。每逢清明節，林姓族人與力里社族人仍會至林姓宗祠進行祭祖儀式。林萬掌逝世時，子孫為了避免盜墓共建了七座墳。其夫人林李招之墓也被刻意避開，安置於距離林萬掌之墓 1 公里遠之處。2010 年，其後人重新修墓，並建祠紀念。該宗祠位於屏 185 縣道，靠內寮村側。